# Liste niederländischer Inseln

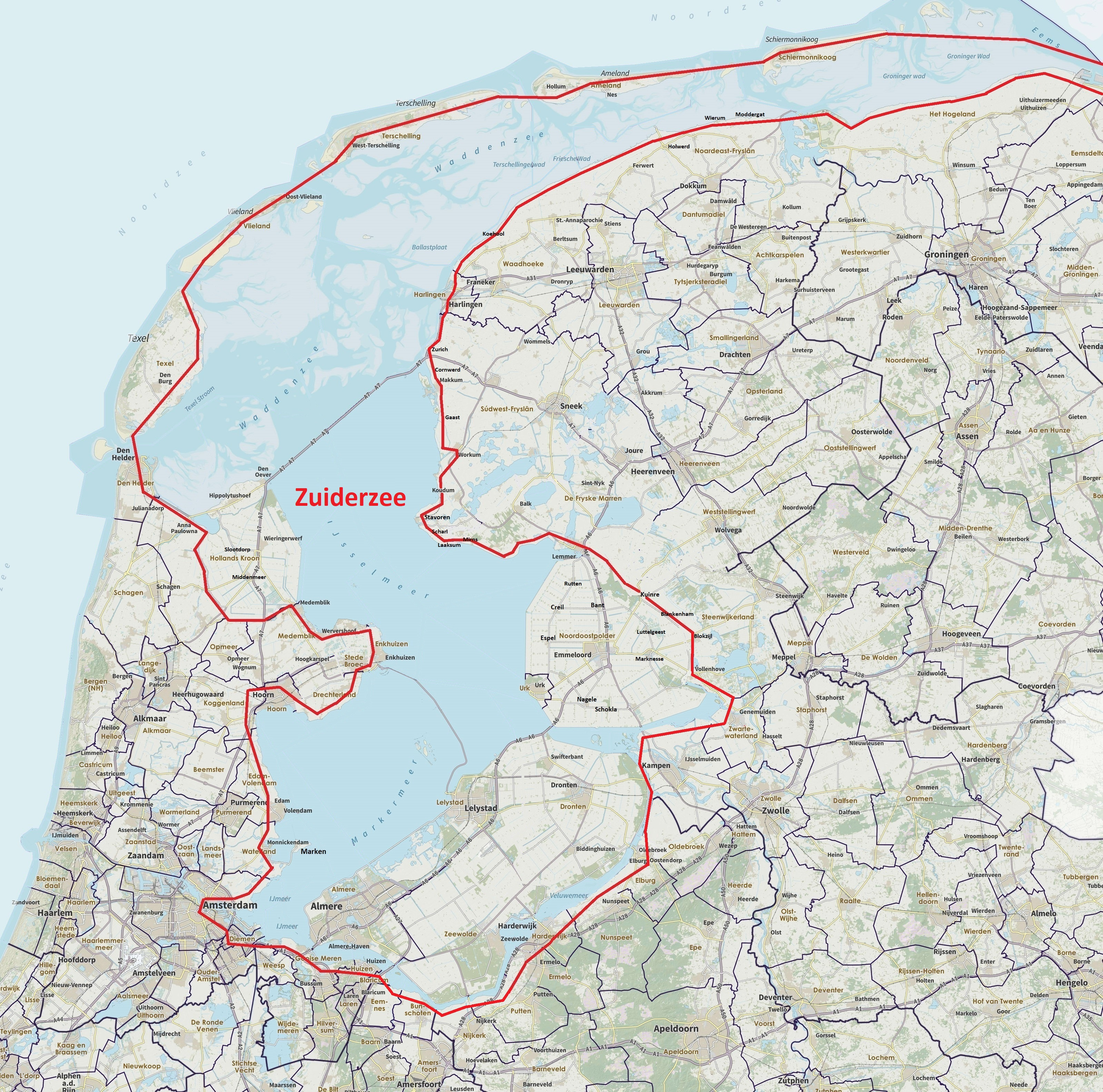
Die ehemalige Zuiderzee, mit rot auf eine moderne Karte gezeichnet. Im Süden liegt der Flevopolder.

Die Liste niederländischer Inseln beinhaltet die Inseln im Königreich der Niederlande. Dies umfasst die Inseln der vier Länder des Königreiches. Das größte Land ist das europäische Land nördlich von Belgien und westlich von Deutschland, das man gemeinhin Niederlande nennt. Zum Land Niederlande gehören Inseln, die zu einer der 12 Provinzen gehören, aber auch drei Inseln in der Karibik. Ferner sind drei weitere Inseln in der Karibik eigene Länder im Königreich.
Eine ganze Gruppe von Inseln sind die Nederlandse Waddeneilanden, die man auf Deutsch die Westfriesischen Inseln nennt. Manche ältere Inseln in der Provinz Zeeland, an der Westküste der Niederlande, sind mit anderen Inseln oder dem Festland verschmolzen.
Eine Besonderheit ist die Insel Flevopolder, je nach Definition die größte künstliche Insel der Welt. Zusammen mit dem Noordoostpolder macht sie die Provinz Flevoland aus. Der Flevopolder entstand als ursprünglich zwei verschiedene Polder im Rahmen der Zuiderzeewerken. Diese Insel ist von verschiedenen Seen umgeben, die damals entstanden. Über Brücken und einem Damm ist sie mit dem Festland verbunden.
Die sechs Inseln in der „niederländischen Karibik“ sind geografisch gesehen drei Inseln über dem Winde (eher nördlich) und drei Inseln unter dem Winde (vor der Küste Venezuelas). Politisch gesehen gehören zwei Inseln über dem Winde und eine Insel unter dem Winde zum Land Niederlande. Sie gelten als besondere Gemeinden („karibische Niederlande“; nach den Anfangsbuchstaben auch: BES-Inseln).
Einige Inseln sind dauerhaft durch Brücken oder Dämme mit dem Festland verbunden. Da es sich um menschengemachte Verbindungen handelt, gelten sie dennoch weiterhin als Inseln. Ihren ursprünglichen Inselcharakter haben sie allerdings verloren, wie die Insel Marken im Markermeer.

## Westfriesische Inseln
Von West nach Ost:
- Texel
- Vlieland
- Terschelling
- Ameland
- Schiermonnikoog

## Inseln im IJsselmeer, im Markermeer und den „Randmeren“
- Pampus (nahe Amsterdam)
- Marken (nördlich von Amsterdam)
- IJsseloog (Ketelmeer)
- Marker Wadden

Frühere Inseln, die heute in Poldern liegen:

Die Provinz Zeeland aus dem Weltraum gesehen

- Wieringen (Wieringermeerpolder)
- Schokland (Noordoostpolder)
- Urk (Noordoostpolder)

## Inseln der Provinz Zeeland
- Noord-Beveland
- Schouwen-Duiveland
- Sint Philipsland
- Tholen
- Walcheren

## Inseln der Provinz Südholland
- Goeree-Overflakkee
- Tiengemeten

## Inseln in der Karibik
Sint Eustatius

Die sechs niederländischen Inseln in der Karibik nennt man auch die „Niederländische Karibik“.

- Aruba mit Palm Island und Renaissance Island, ein Land im Königreich
- Bonaire mit Klein Bonaire
- Curaçao mit Klein Curaçao, ein Land im Königreich
- Saba mit Green Island
- Südteil von St. Martin mit Guana Key, Cow & Calf, Hen & Chickens, Molly Beday und Pelikan Key; ein Land im Königreich

## Liste großer Inseln
| Name               | Lage                                        | Landfläche (km²) | Einwohner |
| ------------------ | ------------------------------------------- | ---------------- | --------- |
| Flevopolder        | verschiedene Provinzen und Gewässer         | 970              | 317.000   |
| Texel              | Provinz Noord-Holland; westfriesische Insel | 161,96           | 13.628    |
| Bonaire            | Caribisch Nederland                         | 288              | 20.104    |
| Schouwen-Duiveland | Provinz Zeeland                             | 488,94           | 34.148    |
| Goeree-Overflakkee | Provinz Zuid-Holland                        | 422,35           | 51.054    |
| Aruba              | Land im Königreich                          | 180              | 119.428   |
| Curaçao            | Land im Königreich                          | 444              | 158.040   |
| Sint Maarten       | Land im Königreich                          | 34               | 43.847    |